# Хосни, Виссем
Виссем Хосни — тунисский легкоатлет, который специализируется в марафоне. На Олимпийских играх 2012 года занял 71-е место с результатом 2:26.43. Занял 10-е место на Миланском марафоне 2010 года с личным рекордом — 2:16.35. В 2012 году занял 40-е место на чемпионате мира по полумарафону, показав время 1:06.34. Выступал на чемпионате мира 2013 года в Москве, однако не финишировал.
Личный рекорд в полумарафоне — 1:02.07.